# Cucina svizzera

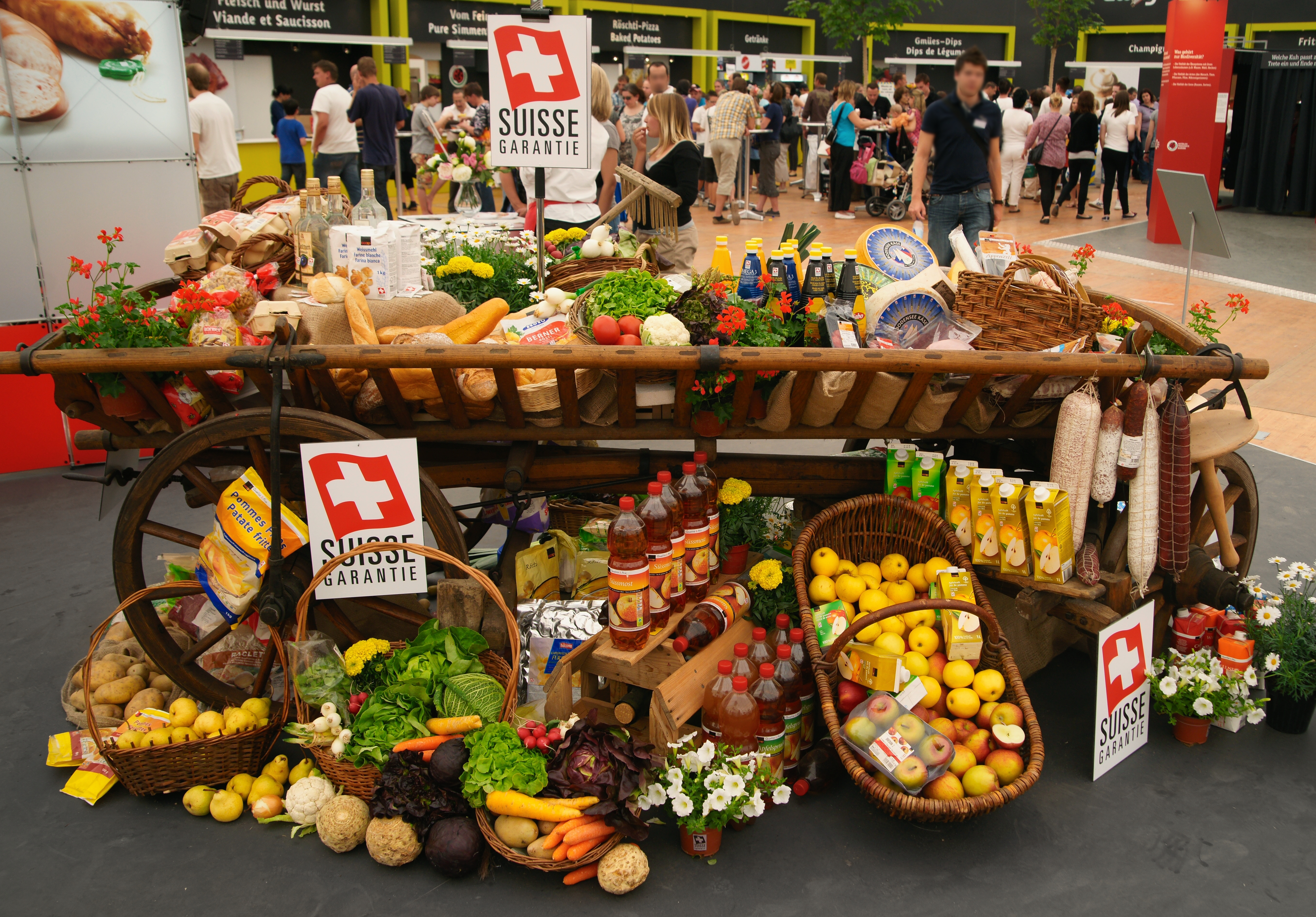
Un'esposizione di prodotti tradizionali della cucina svizzera.

La cucina svizzera è l'espressione dell'arte culinaria sviluppata in Svizzera ed è caratterizzata dalla varietà di ciascun cantone.
Le differenze linguistiche sono legate anche a tradizioni differenti che influiscono sulla gastronomia. Nella Svizzera francofona prevalgono influssi della cucina francese, in quella italofona della cucina nord Italiana e in quella germanofona di quella tedesca. 
Inoltre, tali tradizioni culinarie si influenzano reciprocamente.
Alla luce della particolare geografia territoriale del paese, la tradizione culinaria svizzera è composta essenzialmente da specialità locali che spesso non valicano neppure la propria regione di produzione o una singola vallata.

## Prodotti gastronomici
La Svizzera così come molti altri paesi europei quali i Paesi Bassi, l’Italia, il Belgio e soprattutto la Francia ha un’abbondante produzione di formaggi dovuta ai numerosi pascoli di mucche e capre presenti nel territorio montuoso del paese.
Il groviera, utilizzato nella fonduta, viene prodotto in Svizzera, ma è conosciuto in tutto il mondo per il suo gusto raffinato.
L'Appenzeller è un formaggio di latte vaccino, viene prodotto da oltre 700 anni e presenta un gusto estremamente interessante per la sua aromatizzazione alle erbe selvatiche di montagna. Prende il nome dal Canton Appenzello Interno, nel quale viene prodotto.
L'Emmentaler è un formaggio estremamente noto, specialmente in Italia, che può essere prodotto solo da latterie autorizzate della valle dell'Emme, stagionato per 12 mesi in delle grotte.
Lo Sbrinz, è un formaggio a pasta extradura e viene stagionato per minimo 18 mesi. Si tratta di un formaggio forte e piccante che segue ritmi e sistemi di stagionatura tradizionali e complessi.
Altro formaggio svizzero molto noto è il Tomme Vaudoise prodotto in Svizzera francese, precisamente nei cantoni Vaud e Ginevra; è un formaggio a pasta molle ed è avvolto da una muffa commestibile.
Nel Canton Vallese e nel Canton Ticino vengono prodotti alcuni tipi di salame e insaccati casalinghi che da secoli vengono trattati salandoli e utilizzando muffe e batteri.

## Enologia svizzera
La Svizzera è una grande produttrice di vini e birre specie nei cantoni del sud (Ticino, Grigioni, Vallese, Friburgo).
I vitigni più comuni sono il Merlot, il Chasselas e il Müller Thurgau.
Il Pinot Noir è frequente nel Vallese, altri vitigni autoctoni sono Petite Arvine e l’Humagne Rouge si tratta di vini mediamente costosi rispetto ai vini italiani, sono quindi vitigni pregiati e che puntano sulla qualità più che sulla quantità. 
La vigna più alta d’Europa è situata a Visperterminen nel Canton Vallese  a 1150 metri s.l.m.
I vini svizzeri sono esportati in molti paesi del mondo specie la Cina, gli USA e il Regno Unito.

## Piatti caldi
- Maccheroni dell'Alpeggio
- Capuns

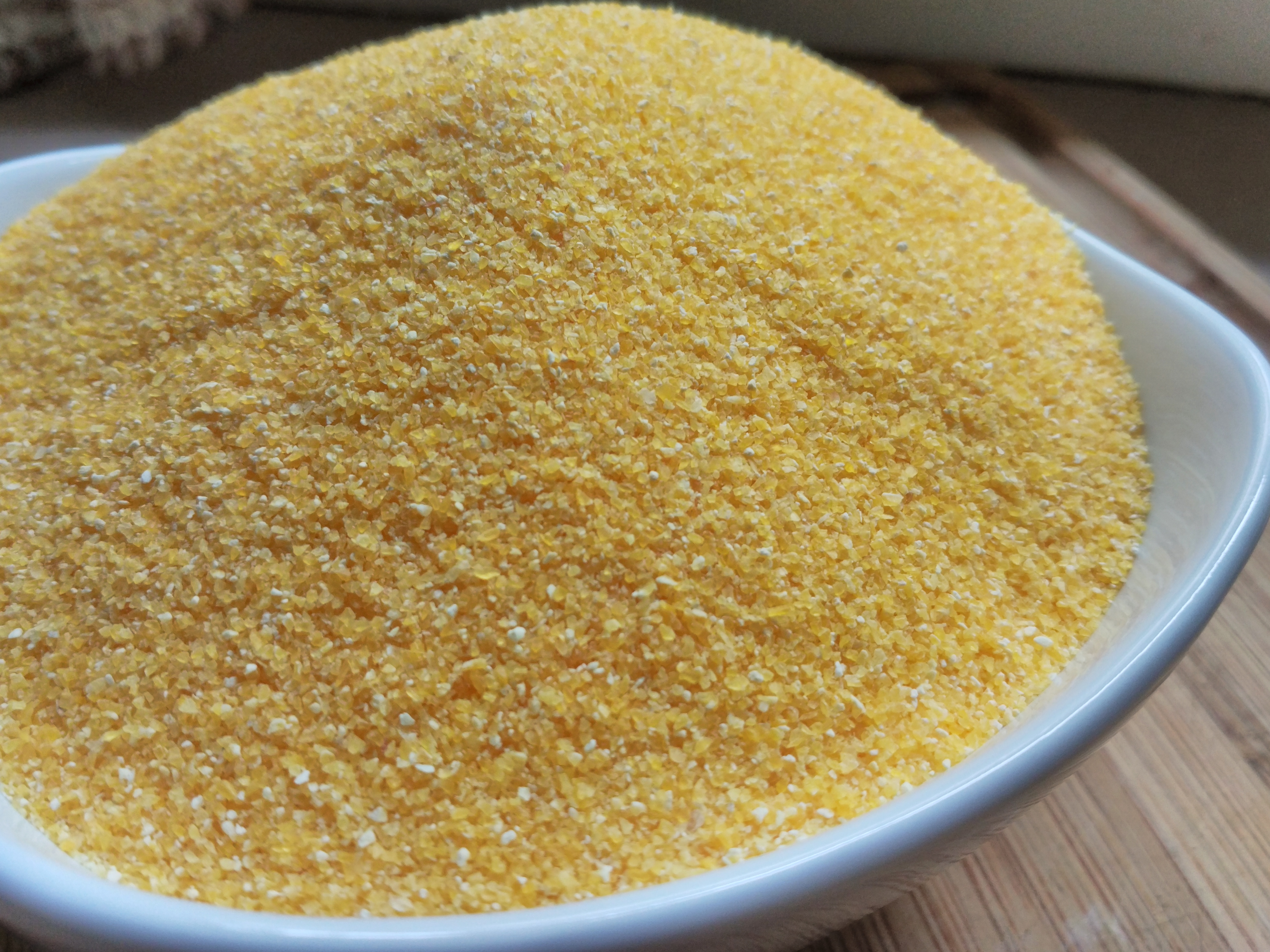
Polenta

- Leberspiessli (fegato alla griglia)
- Cervelat
- Fondue
- Maluns
- Polenta
- Raclette
- Risotto
- Rösti
- Spätzli
- Apfel-Bachis (torta di mele in padella)
- Chräbeli (biscotti tipici)
- Chӓschüechli (torta di formaggio)

## Dolci

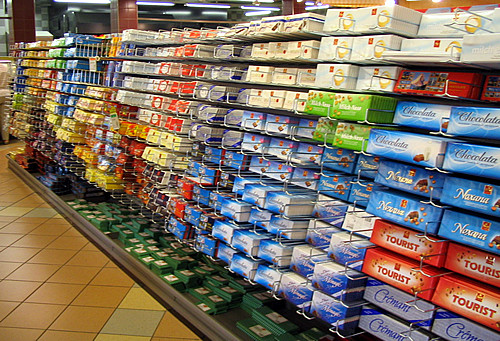
Cioccolata svizzera in un supermercato di Interlaken

- Birnbrot
- Meringa
- Cioccolato al latte
- Cioccolato fondente
- Muesli
- Tarte au vin cuit
- Torta di noci
- Treccia al burro
- Torta di pane